# Patrapur
Patrapur es una ciudad censal situada en el distrito de Ganjam en el estado de Odisha (India). Su población es de 6059 habitantes (2011). Se encuentra a  34 km de Brahmapur y a 202 km de Bhubaneswar.

## Demografía
Según el censo de 2011 la población de Patrapur era de 6059 habitantes, de los cuales 3061 eran hombres y 2998 eran mujeres. Patrapur tiene una tasa media de alfabetización del 72,95%, superior a la media estatal del 72,87%: la alfabetización masculina es del 83,08%, y la alfabetización femenina del 62,65%.